# Leptotes vellozicola
Leptotes vellozicola (лат.) — вид однодольных растений рода Лептотес (Leptotes) семейства Орхидные (Orchidaceae). Растение впервые описано группой бразильских ботаников в 2006 году.

## Распространение, описание
Эндемик Бразилии, распространённый в штате Баия, в горах Серра-ду-Синкора.
Мелкое эпифитное растение, прикрепляющееся главным образом к кустарникам рода Vellozia. Псевдобульба цилиндрическая, несущая один верхушечный острый лист длиной 1,85 см. Соцветие с одним цветком, размером 1,25 см.